# アンプティルRUFC
アンプティルRUFC（英: Ampthill RUFC）は、イングランドのベッドフォードシャー・アンプティルに本拠地を置くラグビーユニオンクラブである。スタジアムはディリングハムパーク。RFUチャンピオンシップ（2部）に所属。

## 歴史
1881年創設。
2019年、RFUチャンピオンシップに初昇格。

## 歴代所属選手
- ジェームス・プリチャード(カナダ代表)
- マアマ・モリティカ(トンガ代表)
- レオン・フコフカ(トンガ代表)
- ジェームス・プリチャード(カナダ代表)
- フレディ・スチュワード(イングランド代表)
- セオ・ダン(イングランド代表)
- サム・コステロウ(イングランド代表)
- フィン・スミス(イングランド代表)
- アレキ・ルツイ(トンガ代表)
- ソアネ・トンガウィラ(トンガ代表)
- オリー・ストーンハム